# Nicolás Toro
Nicolás Andrés Toro Oliva (Santiago, Chile, 9 de abril de 1987) es un futbolista chileno. Juega de arquero, su último club conocido fue Provincial Osorno.

## Trayectoria
Sus inicios en el fútbol los realizó en las divisiones inferiores de la Universidad de Chile.

## Clubes
| Club                 | País  | Año       |
| -------------------- | ----- | --------- |
| Universidad de Chile | Chile | 2008-2009 |
| Unión Temuco         | Chile | 2009-2011 |
| Provincial Osorno    | Chile | 2012      |

## Palmarés

### Campeonatos nacionales
| Título             | Club         | País  | Año  |
| ------------------ | ------------ | ----- | ---- |
| Tercera División A | Unión Temuco | Chile | 2009 |

- Datos: Q6042569